# Flugplatz Korbach

i7
i11
i13
Der Flugplatz Korbach (ICAO-Code: EDGK) ist ein Sonderlandeplatz in Nordhessen. Er liegt etwa zwei Kilometer südlich des Stadtzentrums beziehungsweise vierhundert Meter südlich der Bebauungsgrenze von Korbach. 
Zugelassen ist er für alle Arten von Luftfahrzeugen mit einem Höchstabfluggewicht (MTOW) von bis zu zwei Tonnen. Auf Anfrage können Flugzeuge mit einem MTOW bis zu 3,5 Tonnen und Helikopter mit einem MTOW von bis zu 3,5 Tonnen landen.